# Sørums kyrka

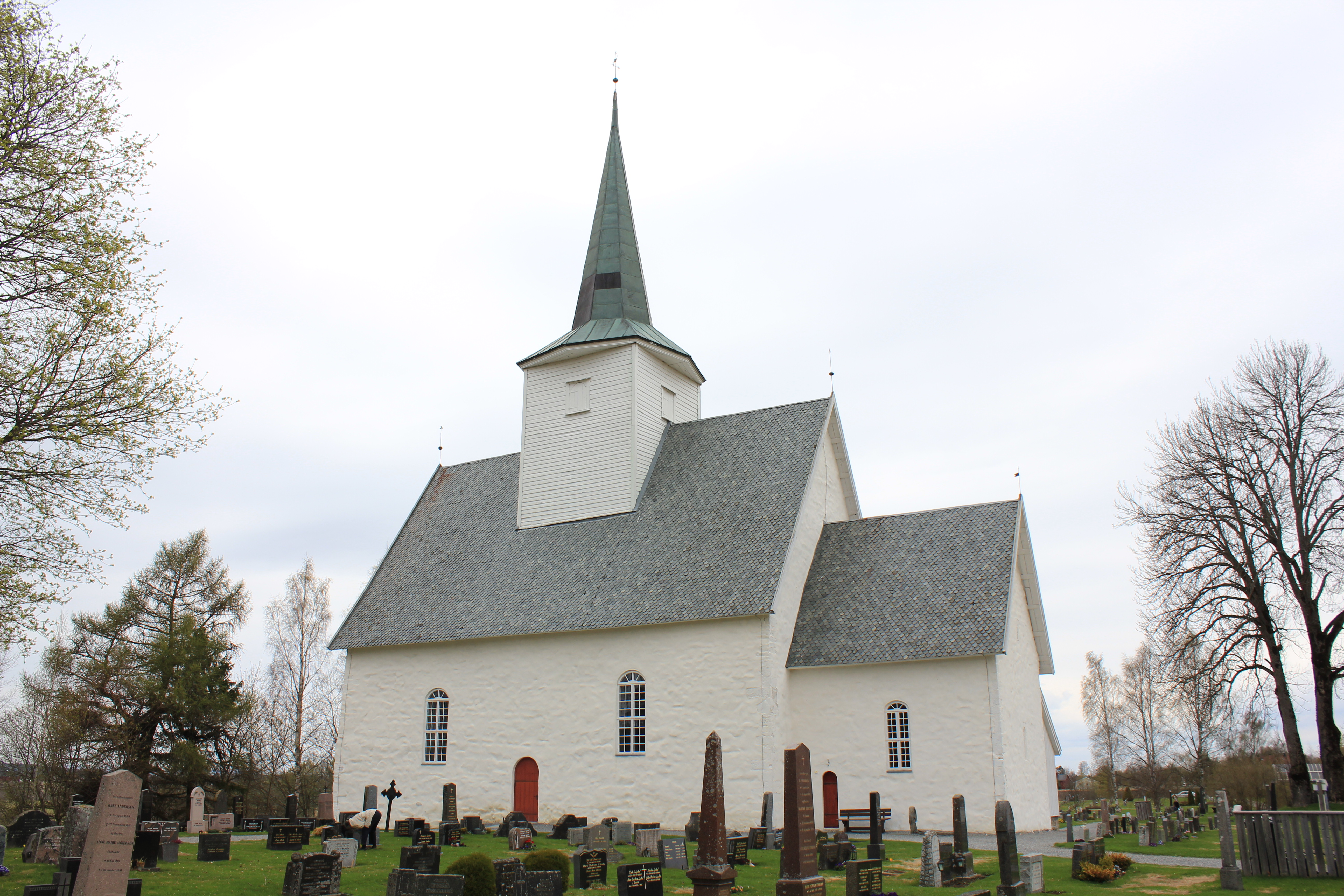
Sørums kyrka.

Sørums kyrka (norska: Sørum kirke) är en långkyrka från tiden före 1166 i Lillestrøms kommun i Akershus fylke i sydöstra Norge. 
Byggnaden är av sten och har 340 sittplatser. Dörröppningar och dopfunt är från medeltiden, här finns vidare en renässanspredikstol och en utskuren altartavla från 1733.
Sørums kyrka är en av de äldsta kvarvarande stenkyrkorna i Norge, och har genom historien varit en viktig maktfaktor med stora rikedomar. Colbjørn Torstensen Arneberg, som var präst här i över sextio år, vilar på kyrkogården.
Tidigare har kyrkan tillhört dåvarande Sørums kommun.